# Paul Chancel
Pour les articles homonymes, voir Chancel.
Paul Chancel est le pseudonyme de Adolphe Acker (1913-1976), cofondateur avec Noël Arnaud, Jean-François Chabrun et Jean-Claude Diamant-Berger du groupe surréaliste clandestin La Main à plume, à Paris, de 1941 à 1944.